# Libeliška Gora
Libeliška Gora – wieś w Słowenii, w gminie Dravograd. W 2018 roku liczyła 173 mieszkańców.